# Mamraz Kotī
Mamraz Kotī (persiska: ممرز كتی) är en ort i Iran.   Den ligger i provinsen Mazandaran, i den norra delen av landet, 130 km nordost om huvudstaden Teheran. Mamraz Kotī ligger 19 meter över havet och antalet invånare är 265.
Terrängen runt Mamraz Kotī är platt. Runt Mamraz Kotī är det tätbefolkat, med 286 invånare per kvadratkilometer. Närmaste större samhälle är Babol, 19,3 km öster om Mamraz Kotī. Trakten runt Mamraz Kotī består till största delen av jordbruksmark.